# 前1070年代
| 千纪： | 前2千纪 |
| 世纪： | 前12世纪 \| 前11世纪 \| 前10世纪                                                                                     |
| 年代： | 前1100年代 \| 前1090年代 \| 前1080年代 \| 前1070年代 \| 前1060年代 \| 前1050年代 \| 前1040年代                       |
| 年份： | 前1079年 \| 前1078年 \| 前1077年 \| 前1076年 \| 前1075年 \| 前1074年 \| 前1073年 \| 前1072年 \| 前1071年 \| 前1070年 |

## 重要事件及趋势
- 前1079年，根据《帝王世紀》，周成王去世。
- 前1078年，根据《帝王世紀》，周康王即位。
- 根据夏商周断代工程，大约帝乙、帝辛时代
- 约前1075年，古埃及新王国时期结束。

## 重要人物
- 拉美西斯十一世，古埃及第二十王朝法老
- 斯门代斯，古埃及第二十一王朝法老
- 提格拉特帕拉沙尔一世、阿沙里德-阿帕尔-伊库尔、亚述贝尔卡拉，亚述国王
- 马尔杜克·沙皮克·泽瑞，巴比伦国王
- 科德鲁斯，雅典国王